# O Verão da Minha Vida
The Way, Way Back (bra/prt: O Verão da Minha Vida)  é um filme independente de comédia dramática estadunidense escrito e dirigido por Nat Faxon e Jim Rash. Estreou no Festival Sundance de Cinema de 2013. No festival, os direitos autorais para distribuição foram comprados por 9,75 milhões de dólares pela Fox Searchlight Pictures, a maior negociação de um filme feita desde 2006, com Little Miss Sunshine. Críticos disseram que a performance de Sam Rockwell no filme foi merecedora de um Oscar.

## Enredo
Aos quatorze anos de idade, Duncan vai relutantemente em férias de verão para uma casa de praia em uma pequena cidade à beira-mar perto de Cape Cod, Massachusetts com sua mãe, Pam; seu namorado,Trent; e a filha de Trent, Steph. Trent deprecie emocionalmente Duncan, muitas vezes, fazendo comentários e gestos que são depreciativos e rude com ele. Steph por sua vez, é igualmente rude e esnobe com Duncan e ela parece se deixar incentivar por Trent, que, em contraste com o seu tratamento de Duncan parece deixá-la fazer o que ela quiser. No caminho para a casa de praia, Trent pede para Duncan para avaliar a si mesmo em uma escala de um a dez. Duncan diz seis, mas Trent diz que acha que Duncan é um três. Eles chegam na casa de praia e são recebidos pelos vizinhos: a gregária, que bebe muito, Betty; seus filhos Susanna e Pedro; e o casal Kip e Joan. Mais tarde naquela noite, Duncan e Susanna têm uma conversa estranha nas varandas de suas casas. Duncan descobre uma pequena bicicleta da menina na garagem da casa de praia e usá-la para começar a explorar a cidade. De um restaurante de pizza, ele corre para a equipe de Water Wizz, o local de parque aquático. Ele conhece Owen quem está jogando Pac-Man, e, eventualmente, Owen leva Duncan e mostra-lhe em torno do parque.
Duncan encontra o animado grupo de funcionários do parque: Caitlin, Lewis e Roddy. Várias crianças no parque aquático falam com reverência de um passe lendário dentro tubo, perguntando como ele poderia ter sido feito. Owen contrata Duncan para trabalhar em Water Wizz. Fora do parque, Duncan é continuamente negligenciado por sua mãe, Pam, que se entrega a bebedeira, ficar fora durante a noite e fuma maconha com outros turistas adultos. Em um churrasco de quatro de julho, Susanna vê que ele está chateado com isso e o convida para ir à caça de caranguejos fantasmas com ela e Peter, onde ela fala sobre seu pai ausente e ajuda a Duncan a se abrir. Mais tarde naquela noite, Duncan testemunha Trent e Joan se beijando ao lado da casa, mas não revela o que viu. Pam começa a suspeitar que Trent e Joan estão tendo um caso, mas Trent convence que nada está acontecendo. Mais tarde, Duncan confronta Pam na frente dos amigos e vizinhos e diz a ela para enfrentar o caso de Trent e se livrar dele. Trent por sua vez, diz Duncan que seu pai divorciado não quer ele. Após uma breve briga com Trent, Duncan vai embora. Susanna segue-o e conforta Duncan na praia. Duncan tenta beijar Susanna, mas ela se afasta, o que faz com que ele se torne ainda mais chateado. Acompanhado por Peter, Duncan foge à Water Wizz onde Owen está dando uma festa de despedida para Lewis. Depois de passar toda a noite com seus amigos na Water Wizz, Duncan ainda está no parque na manhã seguinte, recusando-se a sair. Owen confronta-o e lhe pergunta por que ele não quer ir para casa. Duncan se abre para Owen sobre seu relacionamento com Trent e como o parque aquático é o único lugar onde ele se sente feliz e aceita.
Owen se solidariza com problemas de Duncan, dizendo que ele cresceu com um pai emocionalmente abusivo, que levou à sua desdém para os padrões e regras. Ele diz a Duncan que há um grande mundo lá fora, e que comentários desagradáveis de Trent são mais sobre si mesmo do que sobre Duncan. Quando Duncan chega de volta na casa de praia, Pam diz a ele que eles estão saindo com Trent e Steph. Betty e seus filhos chegam para se despedir. Susanna finalmente beija Duncan, admitindo que ela "estava apenas surpresa" quando ela evitou o beijo mais cedo. Quando Trent pára para abastecer o carro em seu caminho para fora da cidade, Duncan salta para fora da caminhonete e corre para Water Wizz, seguido por sua mãe, em seguida, Trent e Steph. Duncan diz a Owen e aos outros funcionários que ele tem que sair e diz a Owen para segui-lo. Ele leve Owen para um toboágua perigoso, e Duncan torna-se a primeira pessoa a passar alguém dentro do mesmo, enquanto o resto do parque elogia. Depois de finalmente apresentar Owen à sua mãe, Duncan diz adeus a todos no parque. Owen diz a Pam que ela tem um grande garoto, e se apresenta para Trent como "um bom amigo do três". Trent, Steph, Pam e Duncan se reagrupam no carro, e vão para fora da cidade. Pam vai para o fundo do carro onde Duncan está sentado e eles compartilham um sorriso enquanto os protestos de Trent são ouvidos no fundo.

## Elenco
- Liam James como Duncan
- Toni Collette como Pam
- Steve Carell como Trent Ramsey
- Sam Rockwell como Owen
- AnnaSophia Robb como Susanna Thompson
- Allison Janney como Betty Thompson
- Maya Rudolph como Caitlyn
- Rob Corddry como Kip
- Amanda Peet como Joan
- Jim Rash como Lewis
- Nat Faxon como Roddy
- Robert Capron como Kyle
- River Alexander como Peter Thompson
- Ava Deluca-Verley como Katy
- Zoe Levin como Steph Ramsey
- Devon Werden como Laura
- Jeff Ryan como Charlie

## Produção

### Antecedentes
A Lionsgate tinha interesse no desenvolvimento do filme, mas queria atores específicos já escalados no elenco, segundo a equipe de produção, os mesmos não ficaram bem nos papéis. Para reduzir o orçamento, foi ambientado na década de 2010 em vez de 1980, como foi planejado originalmente. O carro de Trent, um Buick Estate Wagon 1970, foi escolhido devido ao assento ideal para primeira cena.
Foi utilizado um parque aquático real. Seu nome original foi mantido, "Water Wizz". Ele está localizado em East Wareham, Massachusetts. Foi escolhido devido ao seu tamanho ideal para a cinematografia — não muito grande ou pequeno. A figurinista Ann Roth conheceu o roteiro do filme porque já tinha trabalhado com um dos produtores em The Hours. A calça apertada com um rodeio sobre ela que é usada por Allison Janney, era um modelo usado por Shirley MacLaine há muitos anos. Roth ficou animada pois tinha este modelo guardado e vinha tentando inseri-lo novamente em algum filme. A casa de praia foi escolhida por passar uma sensação de claustrofobia para Duncan.

### Elenco
Segundo Nat Faxon, "a concavidade do peito, os ombros caídos e a palidez" foram as primeiras características que qualificaram Liam James para o papel. James viajou de Vancouver, Canadá, para as gravações nos Estados Unidos. Para dar estilo ao personagens, AnnaSophia Robb era três anos mais velha que James na época da produção.
AnnaSophia Robb disse que se interessou pelo filme devido a todo mundo na história estar em seu "próprio mundo", mas mesmo assim são interligados por alguma força emocional, "Eu sinto que temos este grande grupo heterogéneo de personagens que estão lutando com seus próprios problemas (...) O roteiro faz um trabalho muito bom de dizer isso com muito poucas palavras."
Para o papel de Owen, foi feita uma reunião com Jake Gyllenhaal para conversar sobre o personagem, mas ele não serviu. Sam Rockwell, com a ideia de se inspirar em Bill Murray em Meatballs conseguiu o papel na primeira reunião por telefone. Segundo Jim Rash, Rockwell foi escolhido por ser muito "simpático" e "charmoso", que eram as qualidades necessárias para Owen.
Rash queria gravar o filme em Wilmington (Carolina do Norte) para apoiar a economia do estado onde nasceu. Quando o roteiro estava sendo desenvolvido, ele estava ambientado na Carolina do Norte, mas na última hora o local foi alterado, pois Steve Carell só aceitaria participar da produção se as gravações fossem próximas à sua casa de verão, onde ele estava em férias com sua família, em Marshfield, Massachusetts. O novo local de gravações também era próximo a casa de Toni Colette.

### Personagens
Foi oferecido o papel de Trent primeiramente a Carrel pela "habilidade que ele tem" que eleva "o caráter" tansformando este num "verdadeiro, real, personagem trágico masculino." A cena dramática do personagem de Carrel foi inserida no início do filme para "importunar as pessoas" que pensam que talvez o personagem fique "mais leve depois". Como Trent é um personagem "trágico" ao longo do filme, o contrapeso dele ficou por conta de Betty. A cena pervertida com as meninas menores de idade no tobagã foi inserida para definir a "imaturidade" dos persongens. Lewis foi criado para ser um contrapeso para Owen. Como Allison Janney conheceu o projeto vários anos antes da produção através de Jim Rash, a personagem Betty foi desenvolvida diretamente para Janney. Foi vagamente inspirada em um dos amigos dos roteiristas que recebeu uma carta em que o remetente citava todas as coisas negativas que aconteceram. Ao responder uma pergunta sobre as roupas "bregas" usadas por Betty, Janney disse que cada peça foi selicionada uma por uma com Ann Roth para ajudar na construção da personagem.

### Filmagens
Para manter o orçamento baixo, foram feitos ajustes ao longo da produção, mais especificamente nas gravações. Grande parte do filme foi gravado com apenas uma câmera Arri Alexa e duas em determinados dias para steadicam. Foi gravado durante o verão do hemisfério norte de 2012. As primeiras cenas foram gravadas no parque aquático. As sequências foram feitas com improvisação e as pessoas que aparecem no plano de fundo do vídeo são clientes reais do parque. Foram usados poucos atores figurantes. Sem intenção, a equipe de produção do filme sempre aparecia nas cenas, para resolver o problema, todos eles passaram a usar o uniforme do estabelecimento. Allison Janney revelou que a primeira cena em que sua personagem aparece, mesmo sendo divertida, foi a mais exaustiva que já fez na carreira, levando um dia inteiro para gravá-la, devido a sua personagem ter muitas falas.
Com o tempo de gravações se esgotando e o clima nublado e chuvoso criando um ambiente ruim para as gravações, AnnaSophia teve que gravar muitas cenas por dia. Sendo que em alguns dias teve poucas tomadas com grandes monólogos para gravar em uma hora. Para filmar o confronto entre o personagem de Liam James e Steve Carell, a sequência da cena na grande festa e a cena em que James e AnnaSophia Robb estão na praia, era necessário uma noite, porém no dia das filmagens choveu por várias horas. Com atraso, essas cenas começaram a serem gravadas a partir das 21 horas, se estendo durante a madrugada e terminando ao nascer do sol, às 5 da manhã. Liam James e os diretores Nat e Jim usaram o toboágua por diverção. James não sabe dançar breakdance, sabendo disto, os diretores pediram que ele criasse os passos na hora das filmagens, para dar naturalidade a cena.

### Problemas
A produção levou quase oito anos para ser finalizada, devido ao Grande Recessão (que começou em 2007), a troca de estúdios e a negociação deles para contratar os atores. Em 2007 entrou na "lista negra de roteiros de Hollywood" (uma pesquisa que é feita anualmente para classificar os melhores roteiros não produzidos). O sucesso de The Descendants (2012) que foi coescrito por Nat Faxon e Jim Rash foi um dos impulsos que incentivaram o retorno da produção do filme e vice-versa. The Way Way Back foi feito inteiramente com financiamento independente, a Fox Searchlight só apoiou a distribuição depois de assistir o filme no Festival Sundance de Cinema.

## Lançamento
O filme teve sua estreia no Festival Sundance de Cinema de 2013. Se tornou um dos filmes mais bem sucedidos financeiramente daquele ano, superando os mais conhecidos no festival e filmes indicados ao Oscar do ano anterior. Foi lançado em 5 de julho de 2013, em 19 salas de cinema e superou as expectativas de bilheteria, com uma média impressionante de 30 263 dólares estadunidenses por cada sala e arrecadou o total de 525 mil para o fim de semana. Em 15 de julho de 2013, teve um adicional de 60 salas e arrecadou 1,1 milhão. Conseguiu 21 506 546 na América do Norte e 4 968 374 em outros lugares terminando com um total de 26 474 920.
No Brasil, além da estreia no Festival do Rio, foi lançado nos cinemas em 25 de outubro de 2013 pela Diamond Films, No dia da estreia nos cienmas brasileiros, vendeu 3 101 ingressos, entrando na lista dos filmes mais vistos no país. Em dezembro de 2013, alcançou o primeiro lugar na lista do IndieWire dos melhores filmes indie do iTunes (considerando o número de aluguéis e compras). Também entrou na lista das maiores bilheterias de filmes indie de 2013, ocupando o quinto lugar.
Para distribuição no Brasil, foi pedida uma autorização ao Ministério da Justiça para rotular o filme com o selo "Livre", mas o pedido foi negado e foi classicado pelo Sistema de Classificação Indicativa Brasileiro como não recomendado para menores de doze anos por conter drogas e linguagem imprópria. Também foi distribuído como impróprio para menores de quatorze anos.

## Recepção
Inkoo Kang do The Village Voice chamou, The Way, Way Back de "um deleite do verão que agrada as multidões, previsível em sua doçura, mas [é] para satisfazer a todos mesmo". Da BBC Radio 5 Live o crítico de cinema Mark  Kermode elogiou os desempenhos de Sam Rockwell, Toni Collette, Allison Janney e Maya Rudolph e da mesma forma fundamentada que, embora "não é o mundo em mudança, ou [que faça a] terra tremer", o filme é "muito doce e engraçado". David Gritten do The Telegraph também elogiou as performances que rouba a cena de Janney e Rockwell, concluindo que, apesar de uma enxurrada de filmes coming-of-age semelhantes lançados em 2013, o filme "se sente quente, engraçado e até mesmo fresco". Betsy Sharkey do Los Angeles Times elogiou os peculiares diálogos e elenco performances do filme, chamando o filme "espirituoso, comovente, esperançoso, sentimental, lancinante e relacionável".
O desempenho de Sam Rockwell foi recebido com elogios da crítica, com muitos críticos concordando que o seu desempenho foi merecedor de uma nomeação ao Oscar. Wikerson Landim do Portal de Cinema também destacou o desempenho de Sam Rockwell, dizendo que é o ponto mais positivo do filme. MaryAnn Johanson do Flick Filosopher disse que Rockwell "faz o maior destaque com uma performance escaldante de apoio. Não só ele é naturalmente engraçado, mas ele tem a grande capacidade de fazer cada linha afiada de diálogo e som recém-improvisada." Em contraste, o The AV Club deu ao filme um "C+", descrevendo-o como "genericamente construídoo" e "nunca tão refrescante como ele está constantemente se esforçando para ser".
O filme tem uma classificação de 85% no Rotten Tomatoes baseado em 171 revisões com uma pontuação média de 7,3 de 10. No consenso diz que "apesar de seus temas familiares, The Way Way Back faz uso de seu elenco talentoso, roteiro afinado, e uma abundância de charme para entregar uma história engraçada e satisfatória coming-of-age". O filme também tem uma pontuação de 68 em 100 no Metacritic baseado em 41 opiniões.

## Trilha sonora
Rob Simonsen anexou a trilha sonora ao filme em um campo estéreo um pouco mais estreito, sem misturar com o som surround. Simonsen usou esta técnica para fazer a música ser reproduzida um pouco mais à frente e no centro dos alto-falantes, deixando a trilha "mais conservadora" e refletindo "o mundo mais conservador e situação" apresentada no filme.
O conjunto de faixas do filme foi escolhido para passar uma sensação atemporal. Para ilustrar como as "crianças" vão crescendo em direção à fase adulta, Simonsen deixou a trilha sonora suave quando é apresentada no início do filme. Ao decorrer do filme, o volume da trilha vai se intensificando. Quando a última faixa da partitura é executada nos créditos finais é apresentada de forma completa com vocais reproduzidos em voz alta.
Heather Phares do Allmusic avaliou a trilha sonora do filme com 7 de 10 estrelas dizendo:

### Lista de faixas
1. "For the Time Being" – Edie Brickell/The Gaddabouts
2. "Kyrie" – Mr. Mister
3. "Out the Door" – Ben Kweller
4. "Come and See" – Young Galaxy
5. "Last Legs" – Army Navy
6. "Young Blood" – UFO
7. "Shine" – Wild Belle
8. "New Sensation" – INXS
9. "Sneaking Sally Through the Alley" – Robert Palmer
10. "Young at Heart" – The Rondo Brothers/Tim Myers
11. "Recess" – Eli "Paperboy" Reed
12. "Power Hungry Animals" – The Apache Relay
13. "Alone" – Trampled by Turtles
14. "Go Where the Love Is" – Edie Brickell/The Gaddabouts
15. "The Way Way Back" – Rob Simonsen[47]

Outras
1. "I Can't Fight This Feeling Anymore" – REO Speedwagon[48]